# Доњи Вишњани
Доњи Вишњани су насељено мјесто у општини Прозор-Рама, Босна и Херцеговина.

## Становништво
|         | 2013.       | 1991.        | 1981.        | 1971.        |
| Укупно  | 10 (100,0%) | 77 (100,0%)  | 77 (100,0%)  | 118 (100,0%) |
| Бошњаци | 5 (50,00%)  | 76 (98,70%)1 | 77 (100,0%)1 | 86 (72,88%)1 |
| Хрвати  | 5 (50,00%)  | 1 (1,299%)   | –            | 32 (27,12%)  |

1. 1 На пописима од 1971. до 1991. Бошњаци су пописивани углавном као Муслимани.